# 格拉維納迪馬泰拉河
40°29′N 16°44′E / 40.483°N 16.733°E

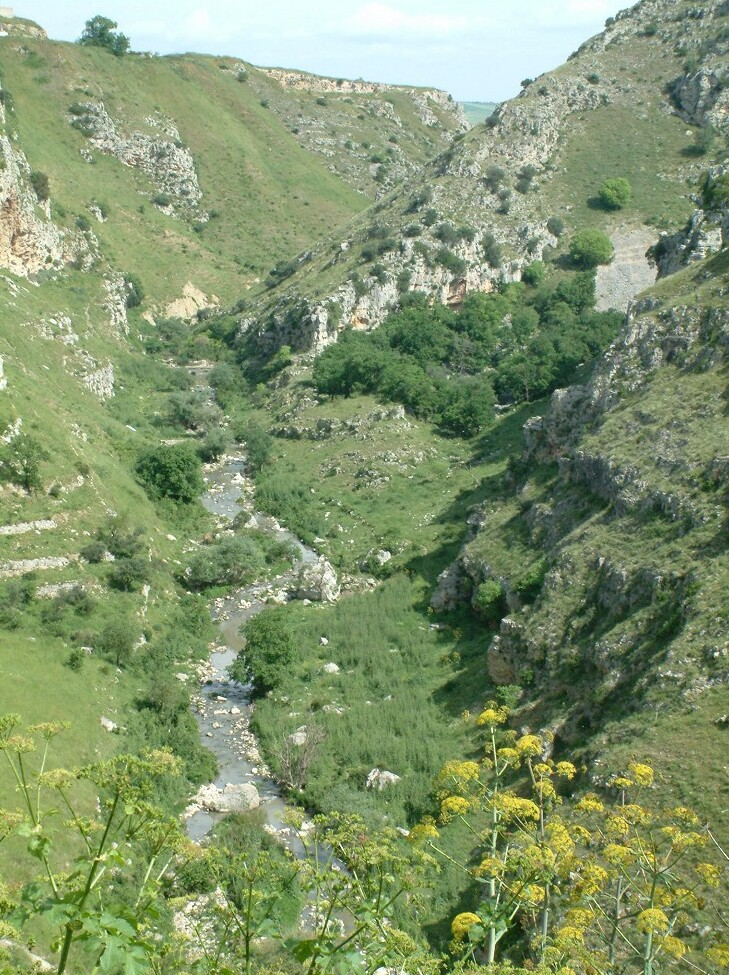

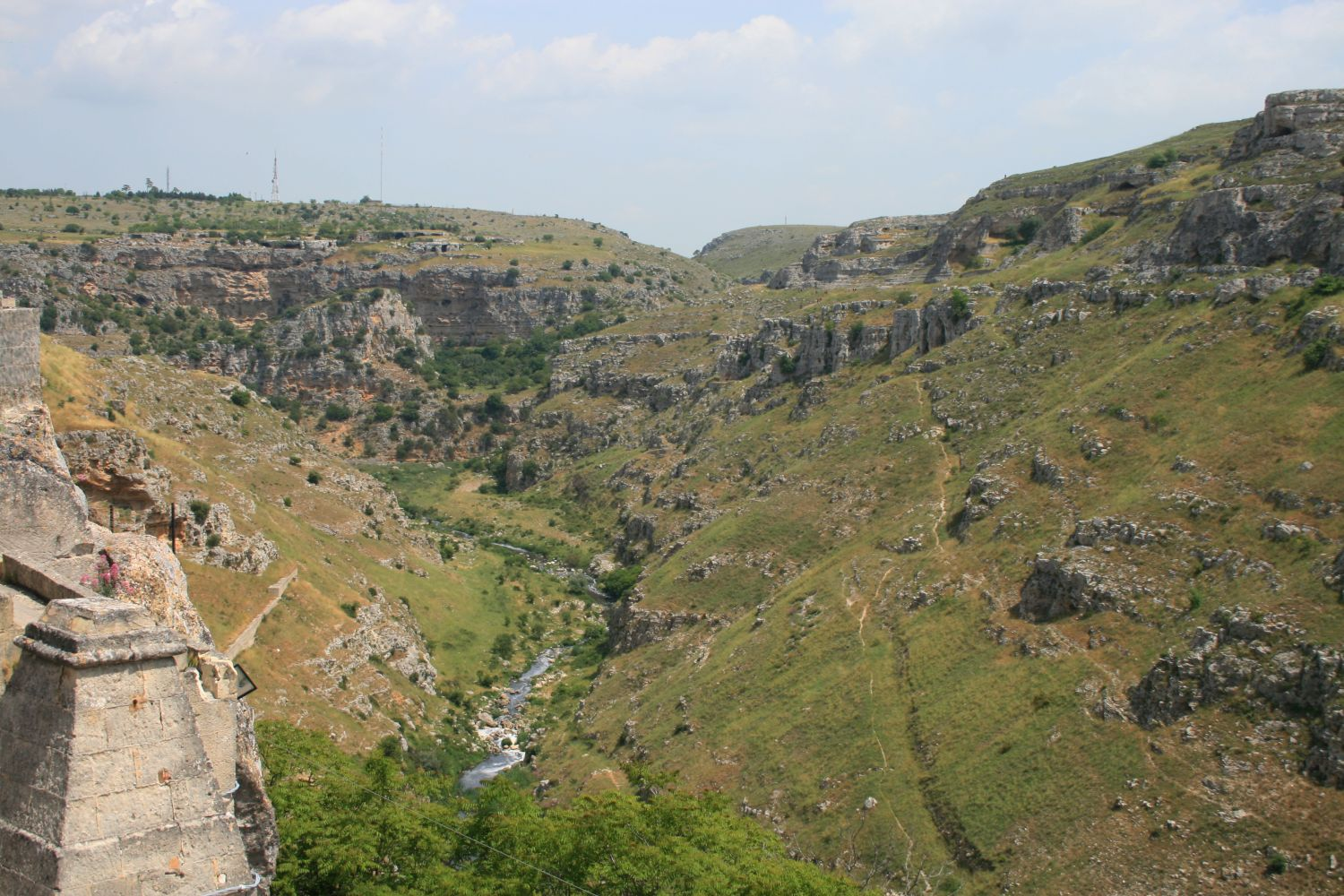

格拉維納迪馬泰拉河是意大利的河流，位於該國中部馬泰拉省，發源自阿爾塔穆拉和普利亞格拉維納之間，最終注入布拉達諾河。